# Paspalum carinatum
Paspalum carinatum är en gräsart som beskrevs av Johannes Flüggé. Paspalum carinatum ingår i släktet tvillinghirser, och familjen gräs. Inga underarter finns listade i Catalogue of Life.